# Judith Love Cohen
Pour les articles homonymes, voir Cohen.
Judith Love Cohen est une ingénieure aérospatiale et écrivaine américaine née le 16 août 1933 à Brooklyn et morte le 25 juillet 2016 à Culver City. Elle a notamment travaillé en tant qu'électrotechnicienne sur le missile Minuteman, au sein de l'équipe du télescope spatial Hubble, de l'équipe du Tracking and Data Relay Satellite et du programme spatial américain Apollo.
Après sa retraite du secteur aérospatial, elle créé une société d'édition multimédia pour enfants, publiant plus d'une vingtaine de contenus jusqu'à sa mort en 2016. Parmi ses enfants, Judith Love Cohen compte l'informaticien et ingénieur Neil Siegel (en) et l'acteur et musicien Jack Black, dont elle accouche alors qu'elle travaille sur la mission Apollo 13.

## Enfance et éducation
Judith Cohen nait dans une famille juive à Brooklyn, New York. Elle est la fille de Sarah Cohen (née Roisman) et de Morris Bernard Cohen. En cinquième année, ses camarades de classe la payaient pour qu'elle fasse leurs devoirs de mathématiques. Elle a souvent été la seule fille de sa classe en cours de mathématiques, et ambitionnait de devenir professeure de mathématiques. A 19 ans, elle étudiait l'ingénierie à la fac et faisait partie d'un groupe de ballet au sein de la Metropolitan Opera Ballet de New York.
Elle obtient une bourse pour étudier au Brooklyn College avec pour objectif d'étudier les mathématiques, mais finit par choisir d'étudier l'ingénierie. Après deux ans d'études au Brooklyn College, Judith se marie et déménage en Californie, où elle occupe un poste d'apprentie ingénieure pour la North American Aviation, en parallèle de quoi elle suit des cours à l'université du Sud de la Californie (USC) la nuit ; d'après ses dires, elle a obtenu son bachelor et son master sans jamais croiser une autre ingénieure. Elle obtient ces deux diplômes auprès de la School of Engeneering de l'USC respectivement en 1957 et 1962. Par la suite, elle collabore avec l'USC en tant que membre du Conseil consultatif en ingénierie astronautique.
En 1982, elle obtient un diplôme auprès de l'Université de Californie à Los Angeles après avoir suivi l'Engineering Executive Program.

## Carrière
La carrière d'ingénieure de Judith Cohen débute en 1952, lorsqu'elle est embauchée en tant qu'apprentie ingénieure par la North American Aviation. Après avoir été diplômée de l'USC en 1957, elle travaille aux Space Technology Laboratories, plus tard connu sous le nom de TRW (racheté par Northrop Grumman en 2002). Elle travaille pour cette entreprise jusqu'à sa retraite en 1990. Parmi ses fonctions, elle travaillait sur les ordinateurs de guidage au profit du missile Minuteman, mais aussi du module lunaire du programme Apollo. Le système de guidage d'abandon (Abort-Guidance System, AGS) conçu pour le module lunaire a joué un rôle important pour le retour en sécurité d'Apollo 13 après l'explosion d'un réservoir d'oxygène provoquant la dépressurisation de la cabine, poussant les astronautes à bord à se réfugier dans le module lunaire. Les réserves électriques et hydrauliques étaient limitées, ce qui a rendu l'atterrissage du module très incertain. D'après son fils Neil, "Ma mère considérait généralement son travail sur le programme Apollo comme étant l'apogée de sa carrière. Quand l'incident est survenu sur la mission Apollo 13, c'est l'Abort-Guidance System qui a ramené les astronautes à la maison en sécurité. Judy était là quand les astronautes d'Apollo 13 on dit "merci" à l'équipe du TRW à Redondo Beach."
En 1990, après s'être retirée de l'ingénierie, elle a ouvert une société d'édition dénommée Cascade Pass avec son troisième mari, David Katz. Ils ont publié deux séries de livres :
- La série "You Can be a Woman …", créée dans l'optique d'encourager les petites filles à poursuivre des carrières dans l'ingénierie et les sciences.
- La série "Green", qui se concentre sur la promotion de pratiques positives pour l'environnement, à destinations des jeunes enfants.

Cascade Pass a vendu plus de 100 000 livres pour enfants issus de ces deux séries. De plus, elle a également publié un livre intitulé The Women of Apollo (en) (écrit par Robyn C. Friend, la belle-sœur de Judith), qui contient de courtes biographies des quatre femmes qui ont participé à envoyer l'homme sur la lune, Cohen parmi elles,,.

## Récompenses
En 2014, Judith Love Cohen a reçu une récompense pour sa contribution à la littérature dans le cadre de son travail sur les STIM pour enfants de la part de l'IEEE.

## Vie privée
Au milieu des années 1950, Judith a épousé l'ingénieur Bernard Siegel, qu'elle avait rencontré alors qu'il venait d'entrer à l'école d'ingénierie du Brooklyn College. Ensemble, ils ont trois enfants : l'ingénieur et scientifique Neil Siegel, Howard Siegel, et Rachel Siegel. Le couple a divorcé au milieu des années 1960.
A la même période, Judith se marie avec Thomas, dit "Tom" William Black, qui s'est converti au judaïsme pour elle. En 1969, le couple donne naissance à l'acteur hollywoodien Jack Black. Dans un hommage à sa mère, son fils Neil a raconté que sa mère avait rencontré de grands problèmes en lien avec son travail le jour où elle est partie accoucher. Elle a résolu les problèmes, appelé son patron pour l'en tenir informé et a donné naissance à Jack. Le couple a divorcé à la fin des années 1970.
Au début des années 1980, Cohen a épousé David A. Katz. Ils restent mariés jusqu'au décès de Judith, consécutif à l'aggravation des conséquences de son cancer en 2016. En 1991, Howard, le deuxième fils de Judith, est mort du SIDA à l'âge de 36 ans.